# アレクサンドル・ネフスキー (映画)
『アレクサンドル・ネフスキー』（露: Алекса́ндр Не́вский、ラテン語表記：Alexander Nevsky）は、1938年に公開されたソビエト連邦の史劇映画。13世紀、ノヴゴロド侵攻を企てた神聖ローマ帝国ドイツ騎士団（チュートン騎士団）を打ち破るアレクサンドル・ネフスキーを描く。監督・脚本はセルゲイ・エイゼンシュテイン。共同監督にドミトリー・ワシリエフ、共同脚本にピョートル・パブレンコ。共同監督・脚本を置いたのはエイゼンシュタインが「形式主義」に陥ってはいないことの証明のため、そして合理的に撮影日程を楽にするという二重の意味があった。モスフィルムを介してゴスキノ（国家映画委員会）が製作、ニコライ・チェルカーソフが主演、セルゲイ・プロコフィエフが音楽を担当した。
『アレクサンドル・ネフスキー』はエイゼンシュタインの3本あるトーキーの最初の作品で、また最も有名な作品である。
1941年、この作品によりエイゼンシュタイン、パブレンコ、チェルカーソフ、そしてアンドレイ・アブリコソフの4人がソビエト連邦国家賞を受賞した。
1978年、イタリアの出版社アルノルド・モンダドリ・エディトーレはこの作品を世界の映画ベスト100に選出した。
ロシア・ビヨンドはこの作品をロシアの戦争映画ベスト10に選んだ。

## キャスト
- アレクサンドル・ネフスキー：ニコライ・チェルカーソフ
- ヴァシリー・ブスレフ（英語版）：ニコライ・オフロプコフ（英語版）
- ガヴリロ・オレクシチ：アンドレイ・アブリコソフ（英語版）
- イグナト：ドミトリー・オルロフ
- Pavsha：ワシーリー・ノヴィコフ
- Domash Tverdislavich：ニコライ・アルスキー
- Amelfa Timoferevna：ヴァルヴァーラ・マッサリチノワ
- オリガ：ヴェラ・イワシェワ
- ワシリサ：アンナ・ダニーロワ
- ヘルマン・バルク（英語版）：ウラジミール・イルシコフ
- Tverdilo：セルゲイ・ビリニーコフ
- Anani：イワン・ラグーチン
- 大司教：レフ・フィニン
- 黒頭巾の僧：ナウム・ ロゴージン

## 制作

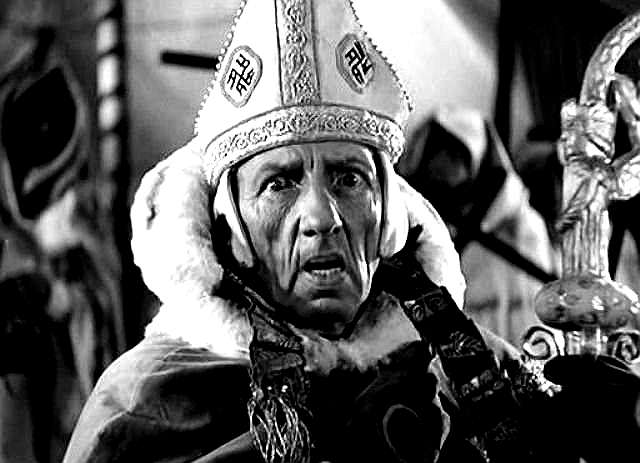
ドイツ騎士団司教の冠に卍マークが描かれている

未完成作品を除くと前作から10年振りとなるエイゼンシュタインの作品。
この映画の元になったのは社会主義リアリズムに忠実な作家ピョートル・パブレンコの書いた『Rus』というシナリオ。パブレンコは共同脚本も担当し、またエイゼンシュタインの気まぐれを当局に報告する"顧問"役も勤めた。
この作品は、ロシアを救う平民たちの重要性を強調している。貴族や商人たち「ブルジョア階級」は、何もしない民衆の敵として描かれている。
この時期、ソビエト連邦とナチス・ドイツは政治的に緊張した関係にあり、この作品にはそれが寓意として反映されている。たとえば、ドイツ騎士団のかぶる鎧のいくつかは第一次世界大戦時のドイツ軍のシュタールヘルムに似ている。草稿段階でそこに描かれるはずだった卍マークは、騎士団の司教のミトラ（冠）に残っている。
映画の撮影中、エイゼンシュタインは『イズベスチヤ』紙に「アレクサンドル・ネフスキーとドイツ人の敗走」という文章を寄せている。その中で彼はネフスキーとスターリンの類似点を挙げている。これを受け、クレムリンはエイゼンシュタイン抜きで事前審査を要求、エイゼンシュタインのアシスタントが映像を書記長に見せたところ、ノヴゴロド住民の間での取っ組み合いのシーンを描いた1巻が紛失した。不注意で失くなったのか、スターリンが映像を見て何か言ったのかはわからないが、スターリンから明確な認可を得られなかったので、映画製作者たちはその巻を永久破棄することに決めた

## 公開
映画は1938年12月に公開され、大成功を収めた。1939年4月15日時点で、ゴスキノ委員長Semen Dukelskyは2300万人がこの映画を鑑賞したと報告している。
1939年8月23日、ソ連がドイツとの間に独ソ不可侵条約を結んだ時、『アレクサンドル・ネフスキー』の上映が控えられた。しかし1941年にドイツがソ連に侵攻すると、映画は再び上映されるようになった。

## スタイル
『アレクサンドル・ネフスキー』は従来のエイゼンシュタインの映画ほど物語構造が実験的ではない。単一のストーリー・アークで、単一の主人公に絞ったストーリーが語られる。しかし、特殊効果と撮影技法に関しては、当時としては先進的なところがいくつかある。
この映画のクライマックスは、プロコフィエフの音楽に乗せて展開する30分間におよぶ氷上の戦闘シーンである。このシーンは『ヘンリィ五世』（1944年）、『スパルタカス』（1960年）、『スター・ウォーズ エピソード5/帝国の逆襲』（1980年）など、後の映画の戦闘描写のお手本となった。撮影はこのシーンから始められた。真夏のモスクワの太陽がギラギラと眩しかったため、撮影監督のエドアルド・ティッセは冬に見えるようさまざまな工夫を凝らさなければならなかった。フィルターを装着したり、樹木をライトブルーに塗り白墨を振りかけたり、砂の地平線を偽装したり、アスファルトと溶かしたガラスで氷床を作ったりした。ドイツ騎士団が割れた氷の海に飲み込まれるシーンは、あらかじめ切断しておいたニセの浮き氷を合図とともにいっせいに空気を抜くことで実現した。

## 音楽

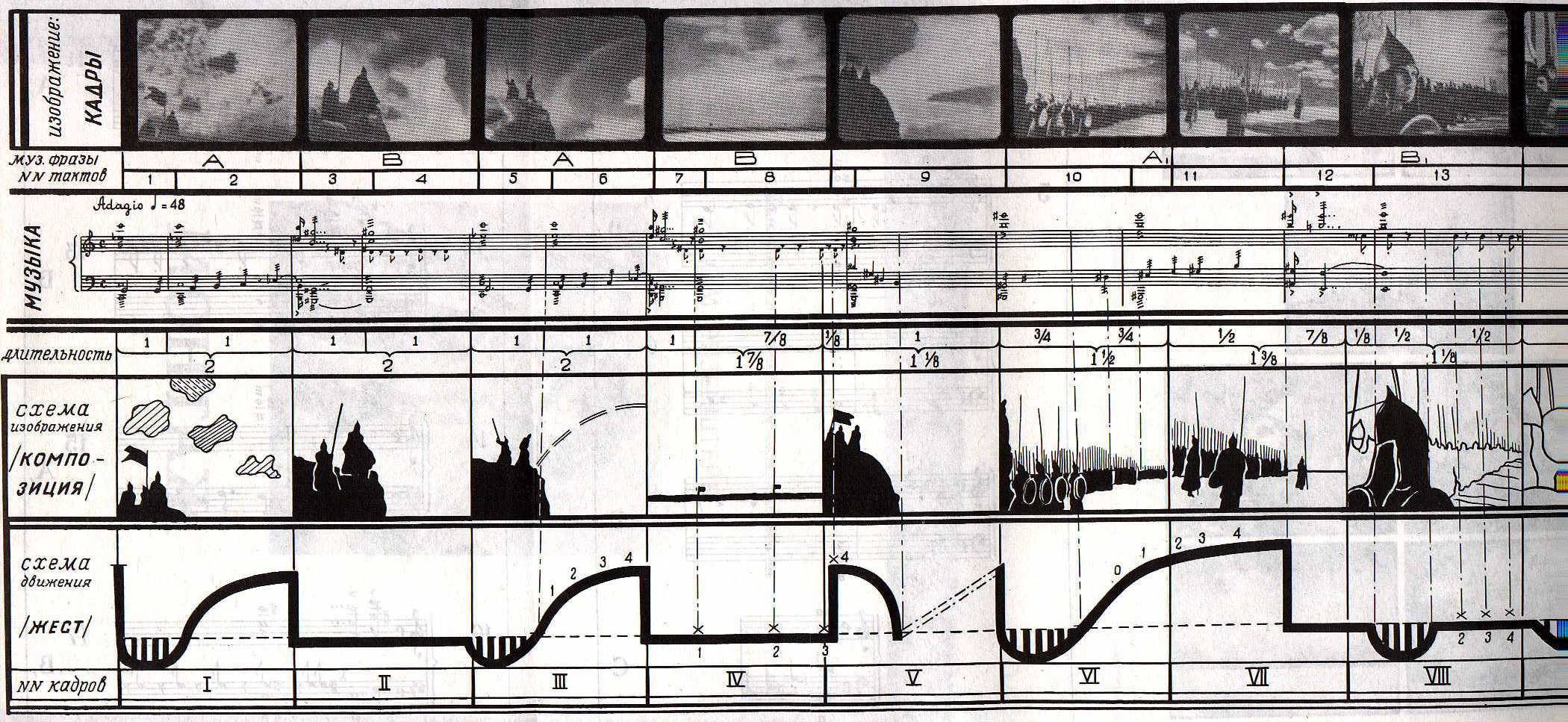
『アレクサンドル・ネフスキー』戦闘シーン前の音楽モンタージュ

この映画でエイゼンシュタインは初めて音楽を使った（前作『ベジン高原』でも音楽は使ったが未完成）。この映画の音楽を担当したのはセルゲイ・プロコフィエフで、後に演奏会用カンタータに作り直している。『アレクサンドル・ネフスキー』はまさに映画と音楽のコラボレーションであった。いくつかのシーンはプロコフィエフの音楽に合わせて撮影され、また逆に撮影された映像に合わせてプロコフィエフが作曲した。プロコフィエフは映画の粗編集を作曲の第一歩とみなしていた。エイゼンシュタインとプロコフィエフの編集段階における固く、技術的に革新的なタッグは、結果として、映画製作の後進たちの鑑ともいうべきイメージと音楽の合体を生み出した。マリインスキー劇場芸術監督ヴァレリー・ゲルギエフは、この映画の音楽を「映画のために作曲されたものの中で最高のもの」と高く評価している。

## レガシー
『アレクサンドル・ネフスキー』の影響を受けた作品、また『アレクサンドル・ネフスキー』を囲繞する作品が多数ある。

### 映画
- 『なぜ我々は戦うのか：バトル・オブ・ロシア』（1943年） - いくつかのシーンを流用[13]
- 『ウディ・アレンの愛と死』（1975年） - スコアを使用
- 『魔法物語（英語版）』（1977年） - 戦闘シーンにストック・フッテージを使用
- 『コナン・ザ・グレート』（1982年）- タルサ・ドゥームとその一党の描かれ方がこの映画のドイツ騎士団の描かれ方に似ている、などいろいろなシーンに影響が見て取れる[14]。
- 『若き勇者たち』（1984年） - 占領下のアメリカの映画館の入口のひさしにこの映画の題名が書かれている[15]。

他に、ラストの氷上の戦闘シーンの影響が見受けられる作品として、以下の作品がある。
- 『ドクトル・ジバゴ』（1965年）
- 『10億ドルの頭脳』（1967年）
- 『スター・ウォーズ エピソード5/帝国の逆襲』（1980年）
- 『ムーラン』（1998年）
- 『キング・アーサー』（2004年）

### 文学
- トム・クランシー『レッド・ストーム作戦発動』（1986年） - 作中で登場人物たちが本作を鑑賞するシーンがある。
- 『Nevsky: Hero of the People』（2012年）[16][17]